# カドルン
カドルン（Kadrun、インドネシア語の略称:kadal gurun（砂漠のトカゲ））とは、インドネシアの政治において、特に中東からの過激主義や原理主義の影響を受けた、心が狭いとされる人々に宛てられた蔑称である。